# 恶战
《惡戰》是一部2014年香港武打片，由黃精甫執導，王晶編劇，袁和平擔任動作指導，伍允龍、安志杰、洪金寶和胡然領銜主演，毛俊傑、溫超、蔣璐霞與陳觀泰聯合主演。本片翻拍自陳觀泰主演的1972年電影《馬永貞》，講述青年馬永貞（伍允龍飾演）從農村來到上海灘十里洋場謀生，結識了新崛起的上海灘霸主龍七（安志杰飾演），並得到了退休功夫大師老鐵（洪金寶）的幫助，得以共同對抗斧頭幫、揭發日本人侵略的野心。《惡戰》2014年1月10日在中國及香港上映。

## 演員
- 伍允龍飾演馬永貞
- 安志杰飾演龍七
- 洪金寶飾演老鐵
- 胡然飾演铁菊
- 毛俊傑飾演盛香君
- 溫超飾演油条
- 蔣璐霞飾演鐵梅
- 陳觀泰飾演白癞痢
- 王春元飾演牛三光
- 袁祥仁飾演笑面佛
- 冯克安飾演仇老四

## 製作及發行
《惡戰》翻拍自陳觀泰主演的邵氏公司電影《馬永貞》（1972年），陳觀泰亦在本片中擔任配角。《惡戰》2014年1月10日在中國及香港上映；中國票房收穫781萬人民幣。

## 獎項
2015年，袁和平藉本片在第34屆香港電影金像獎提名了最佳動作設計，但最終輸給《一個人的武林》的甄子丹、董瑋、元彬及嚴華。

## 外部連結
- 香港影庫上《恶战》的資料（繁體中文）
- 豆瓣电影上《恶战》的資料 （简体中文）
- 互联网电影数据库（IMDb）上《恶战》的资料（英文）